# 열단형 칩
열단형 칩(tear type chip)은 극연강, AI합금 등과 같이 점성이 큰 재료의 저속절삭에서 나타나며, 일명 경작형(pluck off type)이라고도 한다. 점성재료가 공구의 전방에 점착되어 칩이 유동되지 못하고 전단이 생기는 것이다.